# Притча про блудного сина
Притча про блудного сина — одна з найвідоміших притч Ісуса Христа. Міститься в Євангелії від Луки 15:11-32 Нового Заповіту. Сюжет цієї притчі, на думку багатьох учених та богословів, у символічній формі ілюструє взаємовідносини між людиною та Богом. Син спочатку відходить, а потім повертається до батька, ніби людина повертається до свого небесного Отця Бога.
Притча про блудного сина є дуже поширеним сюжетом багатьох витворів мистецтва.

## Зміст
| І Він оповів: У чоловіка одного було два сини. І молодший із них сказав батькові: Дай мені, батьку, належну частину маєтку! І той поділив поміж ними маєток. А по небагатьох днях зібрав син молодший усе та й подався до далекого краю, і розтратив маєток свій там, живучи марнотратно. А як він усе прожив, настав голод великий у тім краї, і він став бідувати. І пішов він тоді і пристав до одного з мешканців тієї землі, а той вислав його на поля свої пасти свиней. І бажав він наповнити шлунка свого хоч стручками, що їли їх свині, та ніхто не давав їх йому. Тоді він спам'ятався та сказав: «Скільки в батька мого наймитів мають хліба аж надмір, а я отут з голоду гину! Устану, і піду я до батька свого, та й скажу йому: Прогрішився я, отче, против неба та супроти тебе... Недостойний я вже зватись сином твоїм; прийми ж мене, як одного з своїх наймитів...» І, вставши, пішов він до батька свого. А коли він далеко ще був, його батько вгледів його, і переповнився жалем: і побіг він, і кинувсь на шию йому, і зачав цілувати його! І озвався до нього той син: Прогрішився я, отче, против неба та супроти тебе, і недостойний вже зватися сином твоїм... А батько рабам своїм каже: «Принесіть негайно одежу найкращу і його зодягніть, і персня подайте на руку йому, а сандалі на ноги. Приведіть теля відгодоване та заколіть, будемо їсти й радіти, бо цей син мій був мертвий і ожив, був пропав і знайшовся!» І почали веселитись вони. А син старший його був на полі. І коли він ішов й наближався до дому, почув музики та танці. І покликав одного з слуг та й спитав: «Що це таке?» А той каже йому: «То вернувся твій брат, і твій батько звелів заколоти теля відгодоване, бо ж здоровим його він прийняв». І розгнівався той і ввійти не хотів. Тоді вийшов батько його й став просити його. А той відповів і до батька сказав: «Ото, стільки років служу я тобі, і ніколи наказу твого не порушив, ти ж ніколи мені й козеняти не дав, щоб із приятелями своїми потішився я... Коли ж син твій вернувся оцей, що проїв твій маєток із блудницями, ти для нього звелів заколоти теля відгодоване...» І сказав він йому: «Ти завжди зо мною, дитино, і все моє то твоє! Веселитись та тішитись треба було, бо цей брат твій був мертвий і ожив, був пропав і знайшовся!» |

## Значення

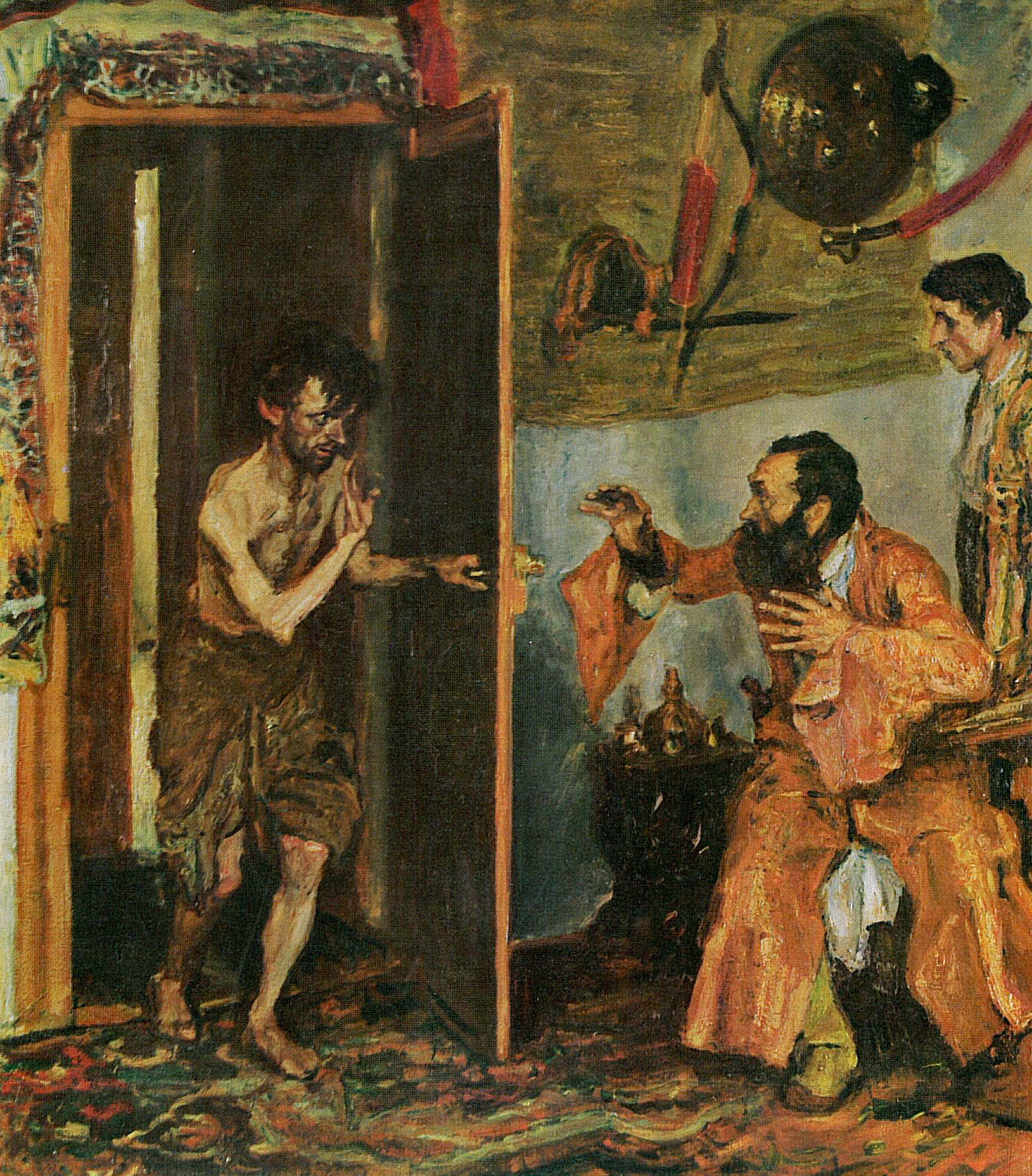
худ. Max_Slevogt

У притчі розповідається про юного сина, який обтяжувався турботливою опікою свого батька й у своєму безумстві зважився на зраду йому. Він випросив у батька свою частину маєтку — і пішов в «далеку країну». Під цим нерозумним сином Євангеліє розуміє кожного грішника. Зрада Бога людиною зазвичай виражається в тому, що вона, отримавши від Бога «свою частку» — все, дароване йому від Бога в житті, — перестає вірити в Бога, перестає думати про Нього і боятися Його — і, зрештою, забуває про Його закони.
У притчі батько — це Бог, а блудний син — грішник, що кається. На блудного сина схожа кожна людина, яка душею своєю відходить від Бога і веде розбещений, свавільний (грішний) спосіб життя; своїми гріхами вона губить свою душу і всі дари (життя, здоров'я, силу, здібності), які отримала від Бога. Коли ж грішник, опам'ятавшись, приносить Богу щире покаяння зі смиренням і надією на Його милосердя, то Господь, як Отець милосердний, радіє з ангелами Своїми наверненню грішника, прощає йому всі його беззаконня (гріхи), якими б великими вони не були, і повертає йому Свої милості та дари.
Розповіддю про старшого сина Спаситель навчає, що кожен християнин повинен від усієї душі бажати усім спасіння, радіти наверненню грішників, не заздрити Божій любові до них і не вважати себе гідним Божих милостей більше, ніж ті, хто навертається до Бога від свого попереднього гріховного способу життя.